# جورج أ. غاريتسون
جورج أ. غاريتسون (بالإنجليزية: George A. Garretson)‏ هو عسكري أمريكي، ولد في 30 يناير 1844 في ليزبون في الولايات المتحدة، وتوفي في 8 ديسمبر 1916 في كليفلاند في الولايات المتحدة.